# Pintor de la procesión nupcial
El Pintor de la procesión nupcial fue un antiguo pintor de vasos griego que pintó cerámica ática de figuras rojas del llamado estilo de Kerch. Estuvo activo en Atenas durante el período clásico alrededor del 362 a. C. e. Se desconoce el verdadero nombre del pintor. El nombre utilizado se basa en una de sus obras.
Fue uno de los últimos pintores de vasos atenienses, antes de que se extinguiera allí la tradición de los vasos pintados. Pintaba sobre todo grandes vasos, como hidrias y lebetas. También utilizó la técnica del dibujo negro, ya que decoró algunas de las ánforas panatenaicas, que siempre estaban pintadas en negro.
No debe confundirse con el llamado Pintor de la boda.